# Kay Swinburne
Jacqueline Kay Swinburne (født 8. juni 1967) er siden 2009 britisk medlem af Europa-Parlamentet, valgt for Konservative Parti (UK) (indgår i parlamentsgruppen ECR).